# Kanon
För andra betydelser, se Kanon (olika betydelser).

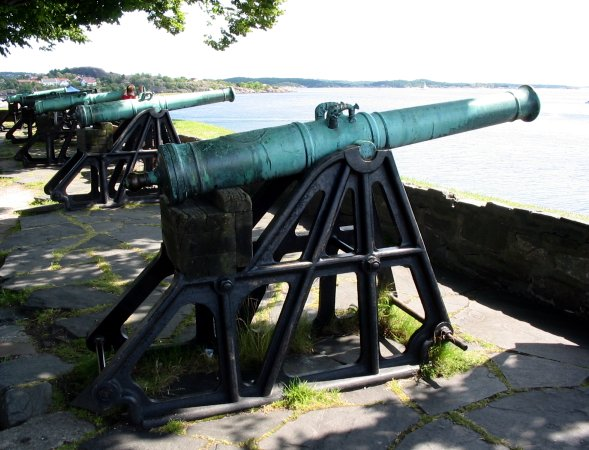
Kanoner i Kristiansand, Norge.

Kanon (äldre benämning stycke eller bombard) är ett eldvapen av grov kaliber, främst avsedd för direkt eld. Kanoner avsedda för indirekt eld kallas traditionellt för haubits, om de inte särskiljs av andra specifikationer. Enligt modern standard skall en kanon vara av kaliber 20 millimeter eller grövre och ha en kaliberlängd större än 40, alternativt med en utgångshastighet över ljudets hastighet (från cirka 350 meter per sekund). Historiskt finns det dock sällan en universal standardisering, även mellan olika försvarsgrenar. Kalibergränsen har historiskt gått vid 12,7 millimeter i svenska flygvapnet och kaliberlängd har ofta inte spelat någon roll för särskiljning mellan kanon och haubits etc.
Kanoner förekommer vanligtvis i truppslagen artilleri och luftvärn samt i flottan.

## Eldrör
Kanonröret eller eldröret är den viktigaste delen av en kanon. De är nästan alltid tillverkade i tjock metall. Gamla tiders kanoner kunde ofta ha väggar som var uppåt en halv decimeter tjocka. I dessa stoppade man i runda kanonkulor (äldre benämning lod). Modernare eldrör är inte lika tjocka och är dessutom betydligt smidigare. Modernare kanonrör är inte heller gjorda för kanonkulor utan istället för projektiler. 
Omkring 1850 började man räffla insidan av kanonröret i spiralform. Räfflornas uppgift är att sätta projektilen i rotation för att den inte skall tumla utan träffa målet med spetsen först. Sedan 1950-talet är dock stridsvagnskanoner ofta släta, eftersom de skjuter fenstabiliserade pilprojektiler.

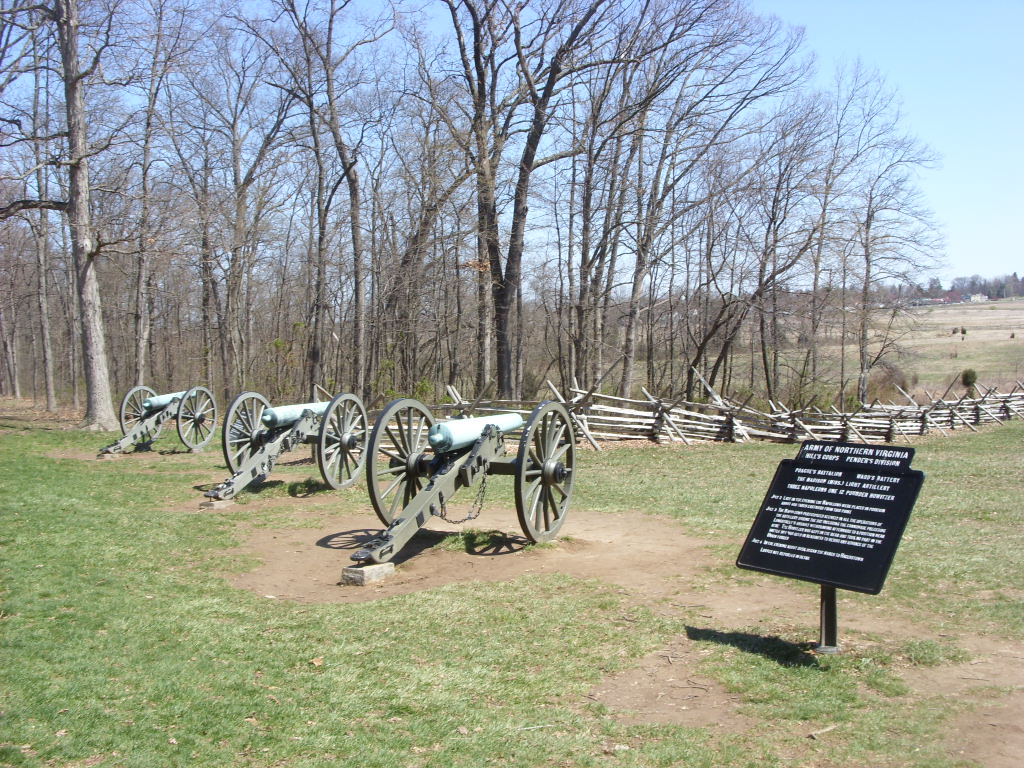
Napoleonkanoner från Slaget vid Gettysburg.

## Kanonkulor

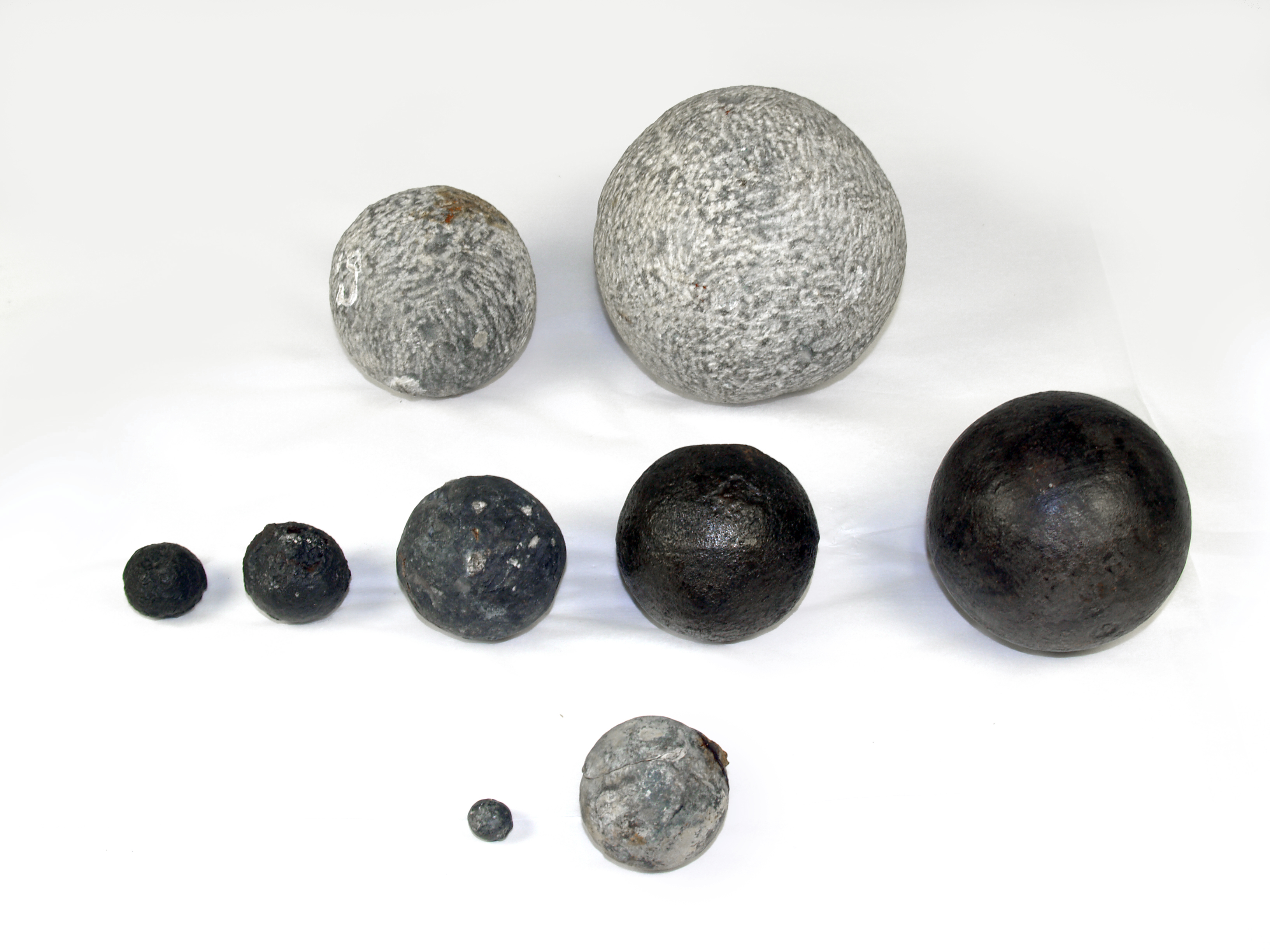
Kanonkulor från skeppet Mary Rose.

Kanonkulor är klotformade projektiler som skjuts ut ur en kanon. Kanonkulor gjordes av sten eller järn, men föll ur bruk under 1800-talet.

## Historik
Kanonen uppfanns i Kina under Songdynastin (960-1279). Efter att krutet först uppfunnits under Songdynastin och inledningsvis användes i exploderade bomber förfinades tekniken och i slutet av dynastin användes krutet för att fyra av kanonkulor.
Ofta anges belägringen av Konstantinopel 1453 som kanonens genombrott i Europa, men kanoner började dyka upp i Europa redan under 1300-talet. De äldsta pjäserna göts av brons, under 1400-talet började man även tillverka kanoner i järn av flera lager med längsgående järnstänger vilka hölls samman av påkrympta ringar av smidesjärn.
Den äldsta formen för det tunga artilleriet är mörsaren eller "kastkitteln", på vars bakre sida tändhålet placerades. Vid laddningen liksom vid eldgivningen ställdes mörsaren lodrätt. Senare förlängde man pjäsen genom att antingen sätta ett munstycke framtill eller skjuta in kastkitteln i en cylinder. I det senare fallet övergick man till bakladdning. Längre fram gjordes kanonerna av järnstavar som sammansvetsades och liksom tunnstavar omgavs på utsidan med tunga järnringar. Sådana järnstavskanoner hade i vissa fall kolossala dimensioner, till exempel "Tolle Grete" som smiddes år 1382 i Gent med ett kanonrör på över fem meters längd och en vikt av 328 centner.
Ju mer gjutningstekniken utvecklade sig, desto mer övergick man från järnstavskanoner till kanoner av brons, som till större delen konstruerades som framladdare. Även bland dessa pjäser fanns gigantiska exemplar, som den så kallade "Faule Mette" i Braunschweig, gjuten år 1411. Med en krutladdning på 52–70 pund utslungade den stenkulor som i medeltal vägde åtta och en halv centner. Dock åstadkom dessa kolosser till följd av sin ohanterlighet endast ringa verkan.
Till en början avfyrades kanonen helt fristående och saknade alla särskilda skjutanordningar. Senare lade man pjäserna på bjälkar. För att hämma rekylen nedslogs tjocka pålar i jorden bakom dem och genom kilar hölls de i den önskade riktningen. Det dröjde dock ännu länge innan man efter en lång följd av försöksstadier lyckades konstruera ett tillfredsställande lavettage, det vill säga en anordning som möjliggjorde siktandet med bibehållande av den rörlighet som var nödvändig för användandet i fält. Slutligen uppnådde man detta genom användandet av rörliga tappar och riktskruvar på en och samma kanon.
Till form och kaliber var artilleripjäserna under 1300- och 1400-talen, såsom byssor, mörsare, kartauner, slangor etc., mycket olikartade. Projektilerna var ursprungligen desamma som vid den tidigare periodens gamla katapulter: pilar, lansar, bjälkar, block, stenkulor. Men sedan omkring 1350 kom kulorna allmänt i bruk. De var ännu till övervägande del tillverkade av sten, men man påträffar även kulor av tegel (brända kulor), av bly, av brons och slutligen runda järnkulor, som senare trängde ut alla de övriga. Särskilt då det gällde att skjuta bräsch vid belägringar visade sig de gjutna metallkulorna ha ojämförligt större verkan än stenkulorna.
Med tiden utvecklades tekniken att tillverka gjutjärnskanoner, och redan 1560-talet tillverkades de första kanonerna i gjutjärn. På grund av att man måste göra gjutgodset betydligt tjockare för att uppnå tillräcklig hållfasthet fortsatte man dock att tillverka bronskanoner ända in på 1800-talet, trots att järnkanonerna blev betydligt billigare. Från 1700-talet hade gjutjärnskvaliteten förbättrats så pass att de flesta kanonerna som tillverkades var av järn.
I samband med att de gjutna kanonerna slog igenom började man att borra kanonernas lopp, och fick därmed möjlighet att ge kanonerna önskad kaliber och jämnare form.
Förförfaringssättet vid kanongjutning var fram till mitten av 1700-talet att eldrören göts över en kärna som placerades där loppet skulle sitta. Gjutformen gjordes av lera, fin sand och nöthår. Kärnan var en smidd järnstång, överdragen med en deg av aska, och centrerades i kammarstyckets ända av ett i formen insatt kransjärn, "galippa", och den andra ändan av en av gips och tegelmjöl förfärdigad skiva. Sedan götet svalnat, bortslogs formleran, varefter ojämnheter borttogs med hammare, mejsel och fil, fänghålet borrades, kärnan uttogs och loppet utborrades till den bestämda kalibern. 1756 bestämdes i Sverige att alla kanoner skull gjutas massiva för att därefter borras för att undvika gallror, dvs hål och blåsor.
Från och med sent 1870-tal började bakladdade pjäser ersätta mynningsladdade kanoner. Fördelarna med bakladdning var flera; det medgav en högre eldhastighet, det gav bättre tätning mellan lopp och projektil (vilket resulterade i högre utgångshastighet) och det förenklade användandet av ett räfflat lopp (som gav avsevärt bättre precision jämfört med slätborrade eldrör).
Ungefär samtidigt ersattes gjutjärnet i eldrören av smidesstål. Fältkanon m/1881 var den första kanonen i Sverige att tillverkas av martinstål istället för tackjärn. Kort därefter började man även ta fram specialstål, men tillsatser av nickel, krom, mangan, ibland wolfram och molybden för kanontillverkningen. Samtidigt blev det vanligt med mantlade kanoner, där olika typer av stål sammanfogats i olika lager, mantlar i kanonens yta.

## Typ av kanoner

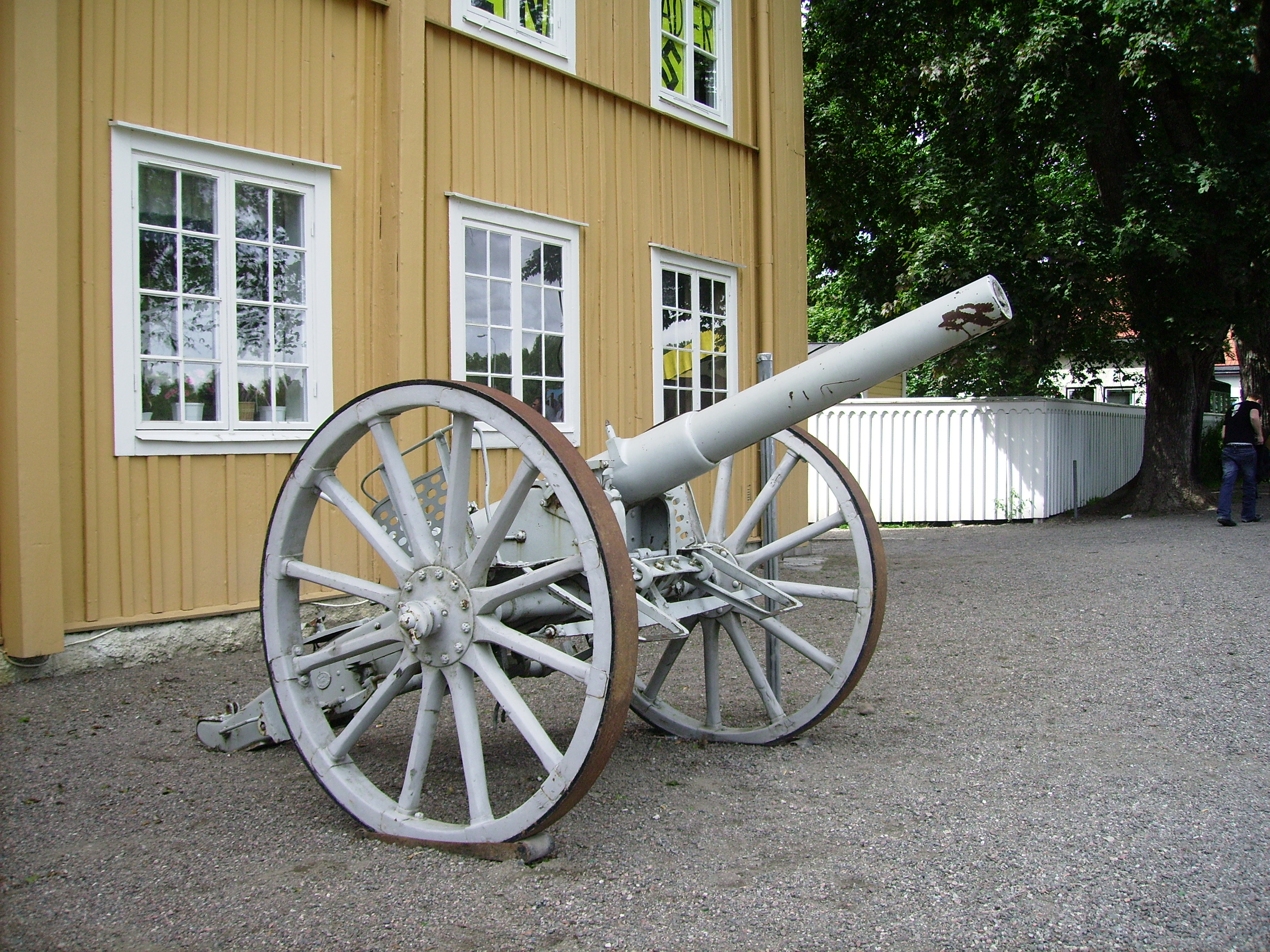
Fältkanon i Malmköping.

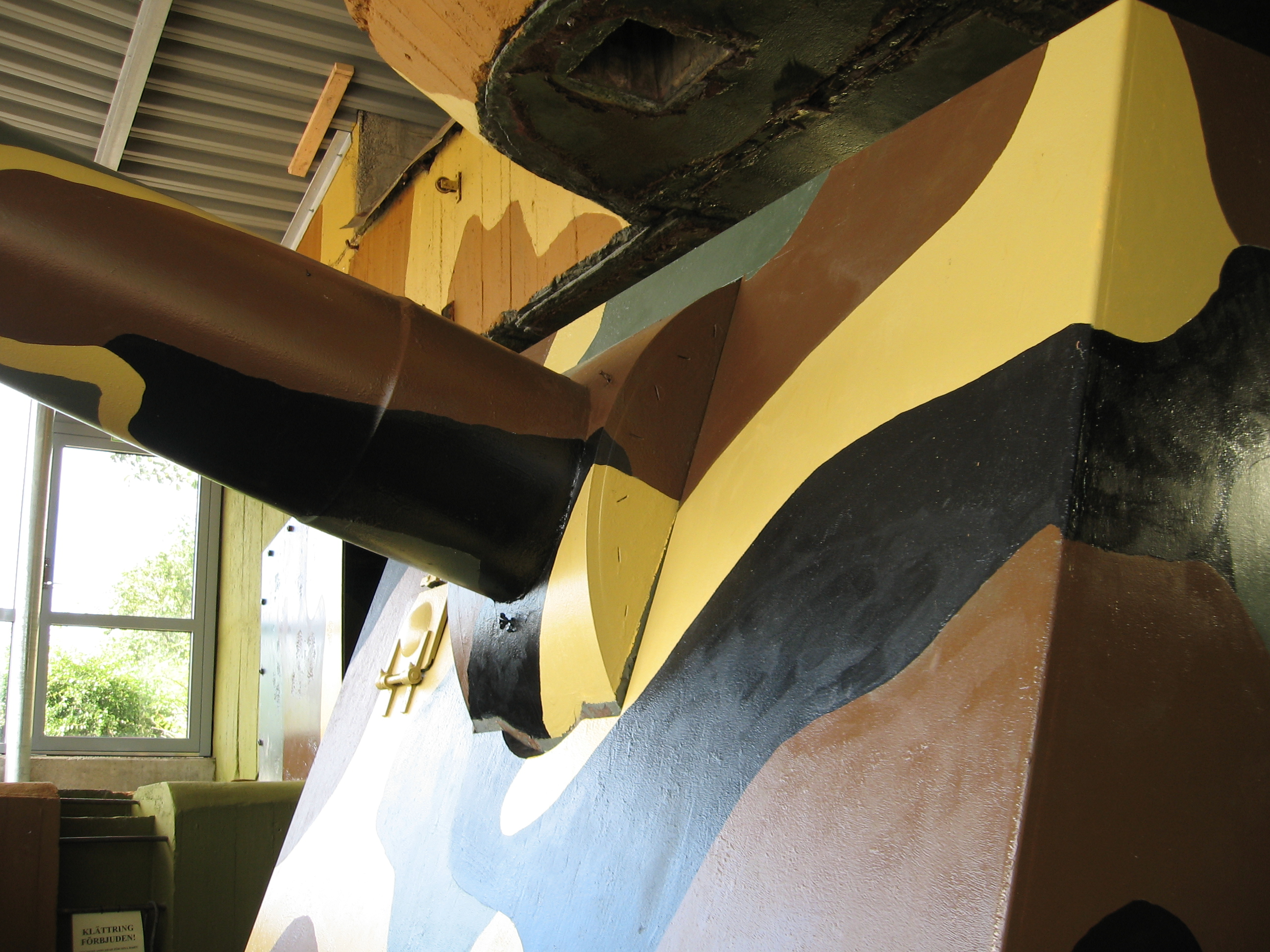
Maja, en av pjäserna i Kustartilleriets Batteri Helsingborg, numera en del av Beredskapsmuseet i Djuramossa utanför Helsingborg.

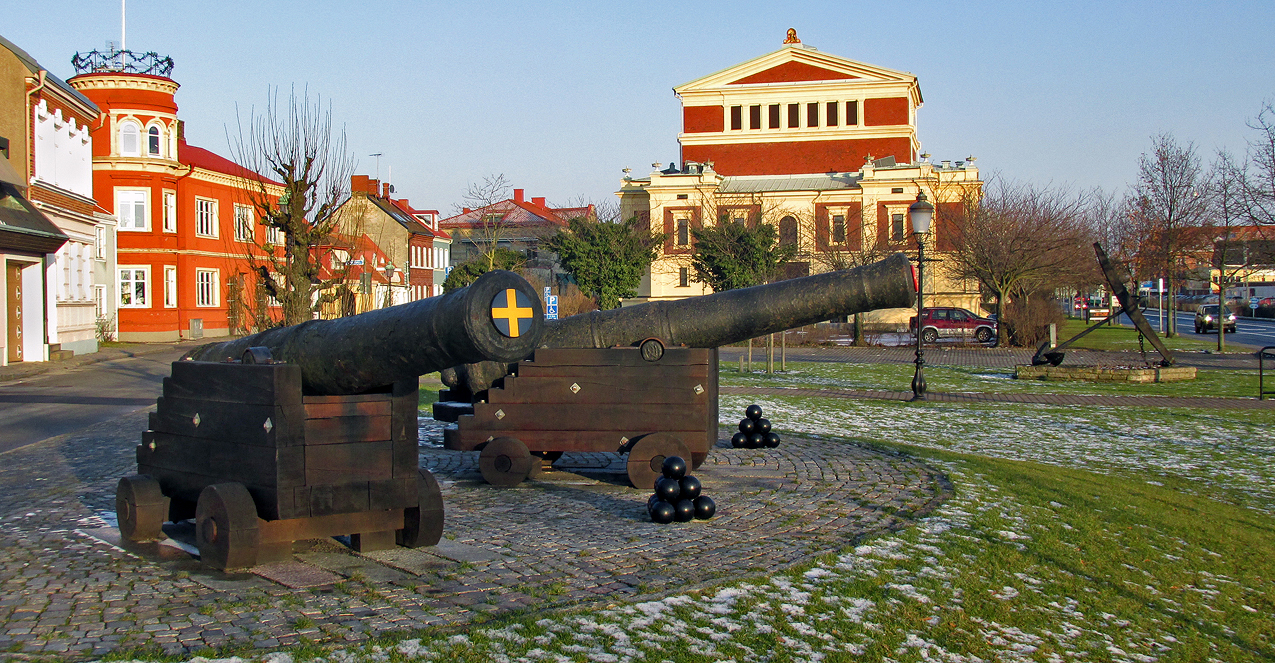
Kanoner vid Skansgatan i Ystad.

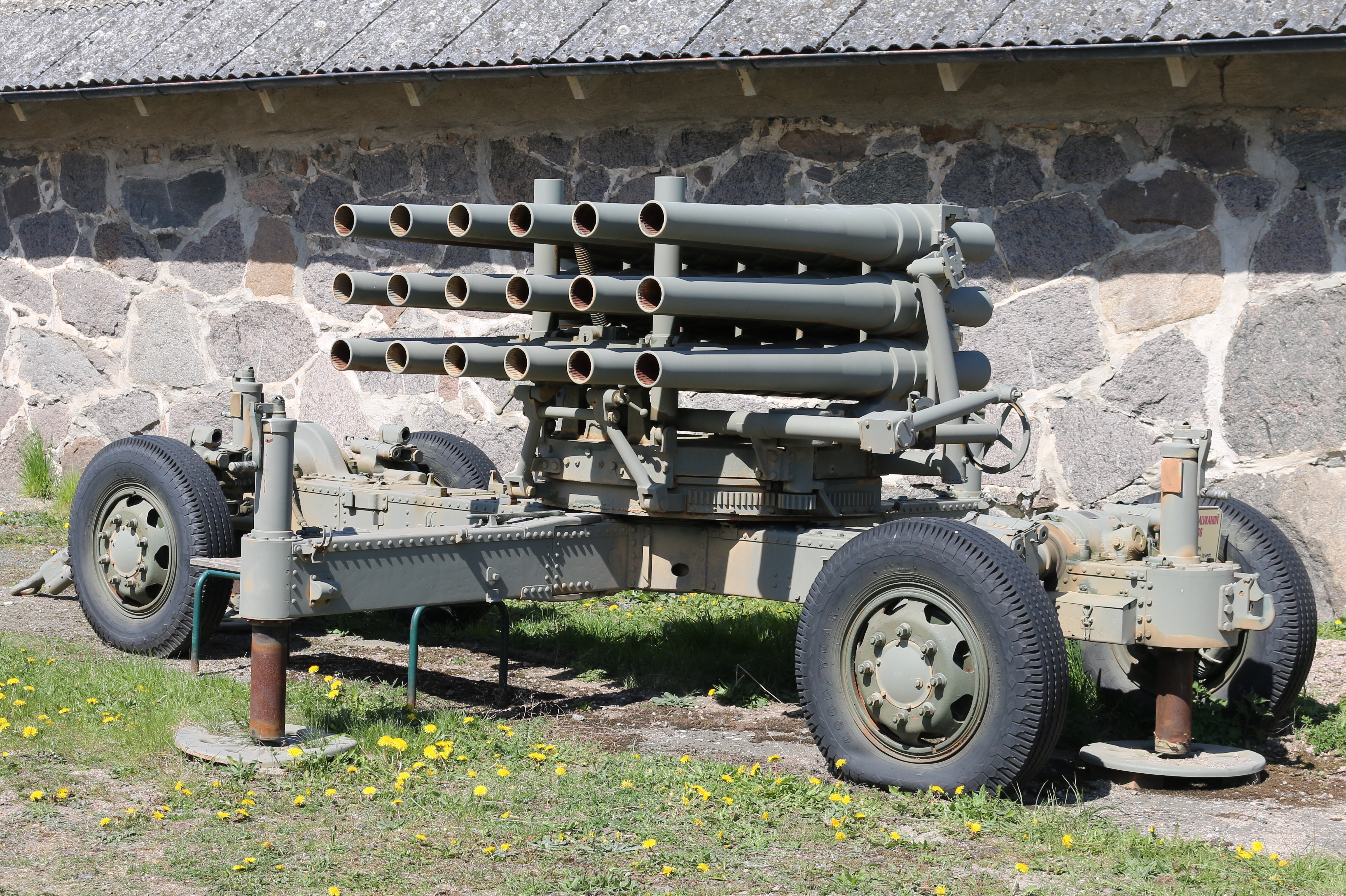
Salvkanon vid Artillerimuseet.

Kanoner kan indelas i undergrupper efter olika linjer, som funktionsprincip eller användningsområde.
I modern tid kan kanoner förslagsvis delas upp i:

### Fältkanon
Kanoner använda av fältartilleriet. De skjuter normalt flackbaneeld, dvs vid eldgivning har eldröret oftast en uppsättning mindre än 45°. Fältkanoner har förekommit i ett vitt spann av kalibrar, från 7,5 cm och upp till 20,3 cm. Moderna fältkanoner är oftast mellan 10,5 och 15,5 cm kaliber med en eldrörslängd på 40 till 50 gånger kalibern.
Det som skiljer en fältkanon från en haubits är att haubitsen har kortare eldrör, skjuter kastbaneeld, dvs eldröret har en uppsättning över 45°, och kan laddas med ett flertal olika kraftiga drivladdningar.

### Fästningskanon
Fast monterade pjäser i befästningsverk. Fasta befästningar var vanliga i Europa före och efter första världskriget. Pjäserna hade oftast kalibrar från 57 mm upp till cirka 20 cm. Efter andra världskriget är det i princip bara Sverige, Schweiz och Österrike som behållit landfästningar i större omfattning, men alla dessa är nu avrustade.

### Belägringskanon
Från kanonernas barndom fram till 1900-talets början var belägringsartilleri vanligt förekommande. Som namnet antyder användes de vid anfall mot och/eller belägring av fästningar. Vid denna tid var kanonerna inte så kraftiga att de förmådde skjuta genom kraftiga befästningsmurar. Belägringskanonerna, vilka indelades i grovkalibriga mörsare och mer lätthanterliga granatkastare (förekommer ännu), hade till uppgift att lobba in kulor och granater över fästningsmurarna för att orsaka skada inne på fästningsområdet. Kännetecknande för dessa är att de skjuter projektilerna med låg utgångshastighet i starkt krökta banor.

### Stridsvagnskanon
I början av andra världskriget var de flesta stridsvagnar beväpnade med 37 mm kanoner. Kalibern har sedan ökat successivt och moderna stridsvagnar har oftast en 120 mm slätborrad kanon som skjuter pilprojektiler och spränggranater samt andra typer av projektiler för olika ändamål.

### Pansarvärnskanon
Ursprungligen små och lättrörliga kanoner, i kaliber kring 40 mm, för bekämpning av stridsvagnar. Kalibern ökade under andra världskriget över 57 mm, 7,5 och 9 cm upp till 12 cm. Idag helt ersatta av robotsystem i västvärlden.

### Luftvärnskanon
Pjäser som används för att beskjuta främmande flygplan. Luftvärnskanoner upp till 57 mm kaliber är oftast helautomatiska, så kallade luftvärnsautomatkanoner, vilka har en eldhastighet på hundratals skott per minut. I mellankrigstiden och under andra världskriget utvecklades en rad luftvärnskanoner i kalibrar mellan 7,5 och 9,4 cm, men kalibrar upp till 12,8 och 14,9 cm förekom. Dessa pjäser var manuellt laddade och hade ofta en eldhastighet mellan 10 och 20 skott per minut och skadade flygplan primärt med luftbrisad genom spränggranater och granatkartescher. Manuellt laddade luftvärnskanoner är idag helt ersatta av robotar.

### Kustkanon

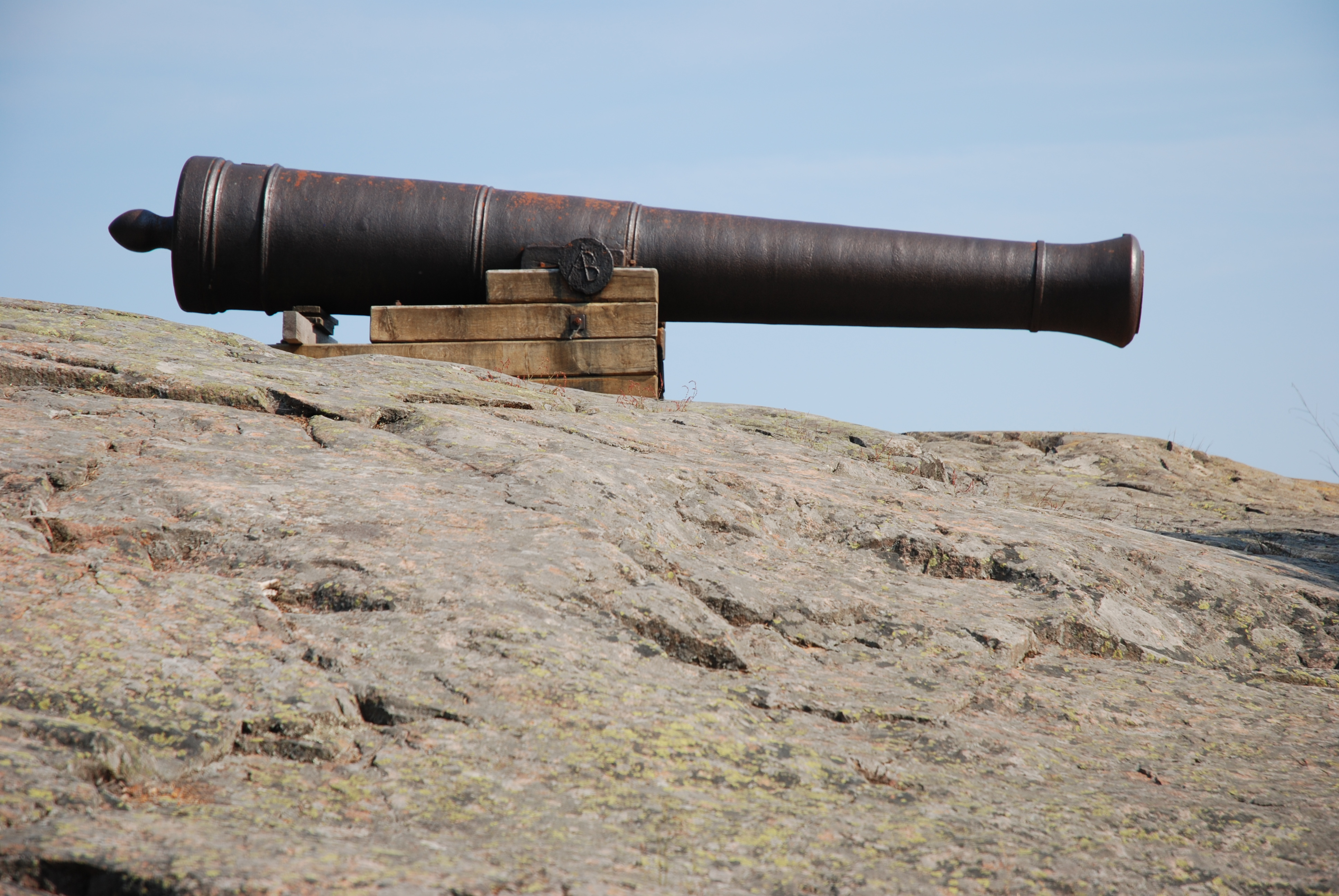
Signalkanon vid kusten i Grisslehamn, gjuten 1706

Fasta eller rörliga pjäser som används för att skydda kuster och hamninlopp mot fientliga landstigningsoperationer. Det svenska kustartilleriet är idag avvecklat. Förutom en del äldre pjäser bestod kustartilleriet av fyra moderna typer av pjäser, samtliga tillverkade av Bofors. Det var 7,5 cm tornpjäs m/57, 10,5 cm tornautomatpjäs m/50 och 12 cm tornautomatpjäs m/70 samt 12 cm rörlig kustartilleripjäs m/80.

### Fartygskanon

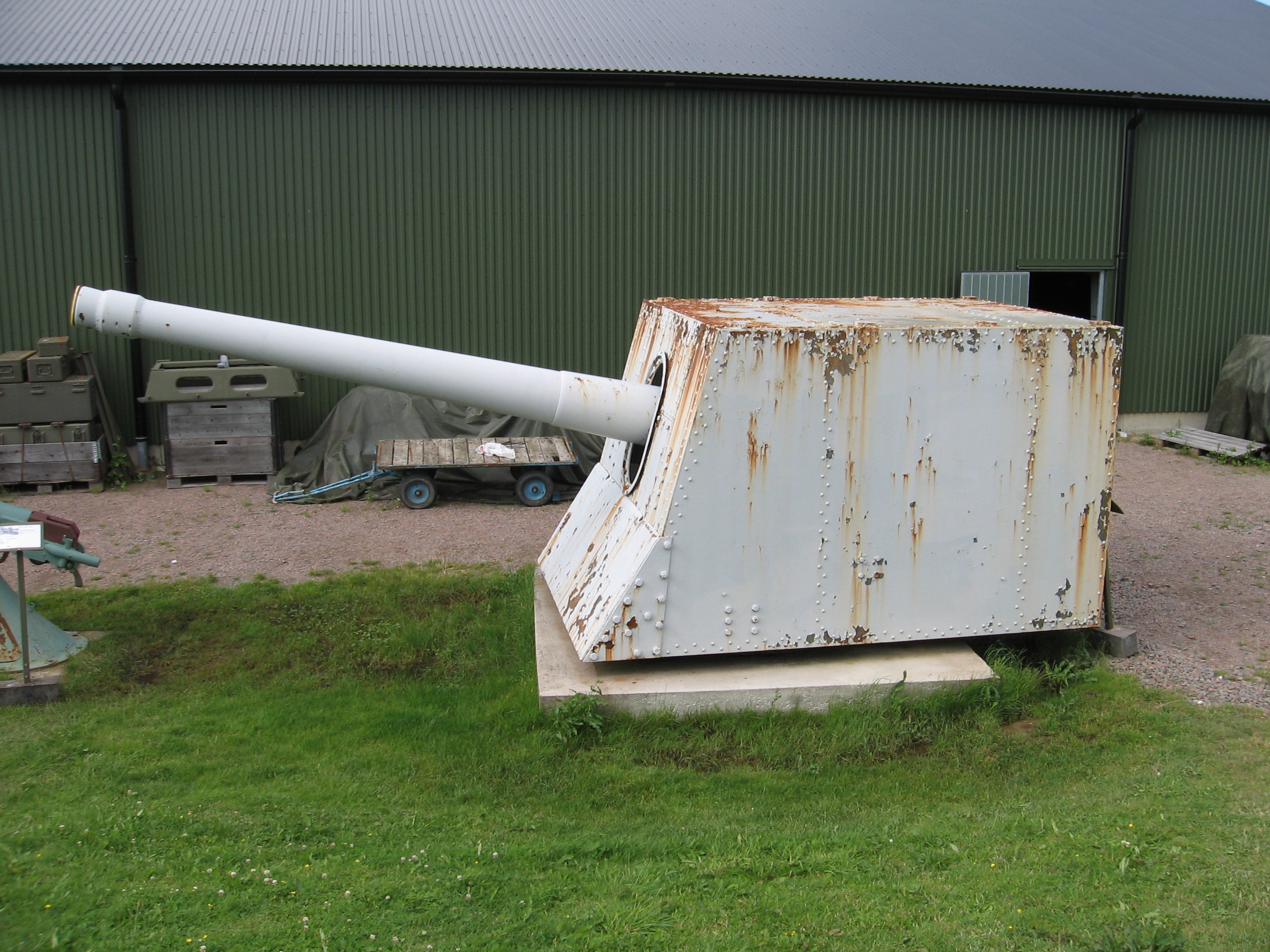
En före detta fartygskanon på Beredskapsmuseet i Djuramossa utanför Helsingborg

Kanoner som utgör beväpning på fartyg. Kalibern kan vara allt från 20 mm till 46 cm. Efter andra världskriget har det knappast byggts några artillerifartyg och de grövsta fartygspjäserna ligger idag kring 12 cm kaliber.